# Kind op Zondag
Kind op Zondag is een Nederlands protestants tijdschrift voor het werken met kinderen in kerkdiensten en zondagschool. De ondertitel luidt Geloven met kinderen.
Het tijdschrift heeft een oplage van 6000 en bereikt vrijwel iedere gemeente binnen de Protestantse Kerk in Nederland. Het is ook bij sommige andere kerkgenootschappen in gebruik. De eerste jaargang van Kind op Zondag (toen nog: Kind en Zondag) verscheen in 1933 en was een initiatief van de Nederlandsche Zondagsschool Vereniging. Vanaf het begin is de belangrijkste doelstelling van het blad dezelfde gebleven: kinderen vertrouwd maken met de wereld van de Bijbel. Het wil bovendien laten zien dat de Bijbel niet enkel iets is van lang geleden maar dat hij in het dagelijks leven een leidraad kan zijn vanuit het christelijk geloof. Het tijdschrift wordt uitgegeven door Kwintessens Uitgevers te Amersfoort. Hoofdredacteur is Erik Idema.